# Вільям Ле Барон Дженні
Вільям Ле Барон Дженні (англ. William Le Baron Jenney; 25 вересня 1832, Фергевен, Массачусетс — 15 червня 1907, Лос-Анджелес) — американський архітектор та інженер-містобудівник, відомий насамперед як «батько хмарочоса» та творець перших будівель цього типу.

## Біографія

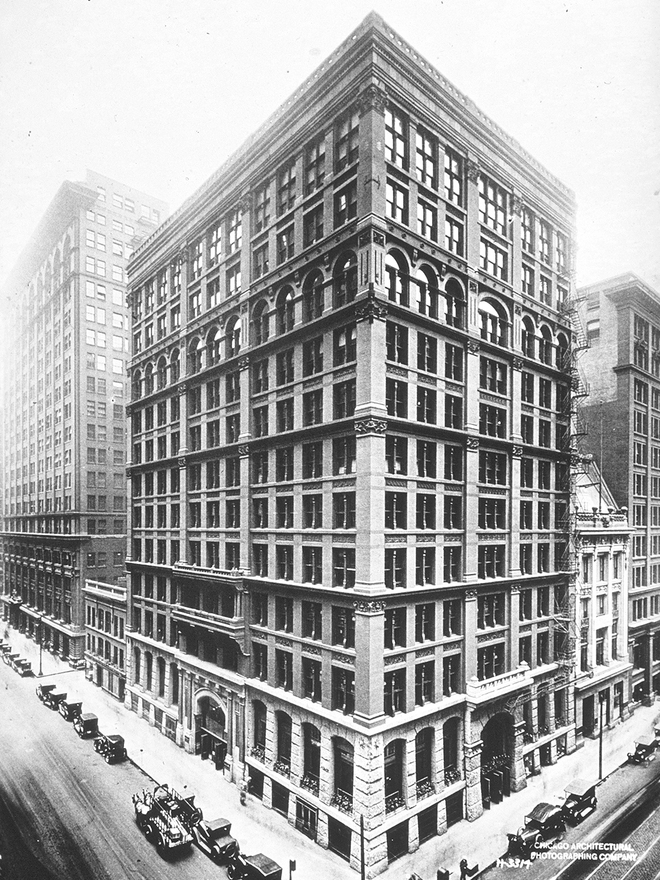
Home Insurance Building у Чикаго, 1885 рік

Народився 25 вересня 1832 року в родині Вільяма Проктора Дженні та Елізи Ле Барон Гіббс. 1846 року почав навчання в Академії Філліпса. 1853 року вступив до Наукової школи Лоренса в Гарварді, яка готувала інженерів, проте згодом покинув цю школу, розчарувавшись у програмі. Поїхав навчатися на інженера та архітектора до Парижа, де вступив до Національної вищої школи красних мистецтв. 1856 року блискуче завершив свою освіту й через Мексику повернувся до США.
Під час Громадянської війни Півночі й Півдня працював інженером в Армії США. Після війни займався плануванням парків і бульварів, зокрема у Чикаго. Його проєкти високо оцінили сучасники та нащадки. Ландшафт, створений Дженні в Ріверсайді, Іллінойс та вигляд міста перебувають сьогодні під охороною як цілісне історичне місце (унікальний випадок для США охорони комплексу, а не окремих пам'яток).
1869 року у співавторстві з Сенфордом Лорінгом видав книгу «Принципи та практика архітектури» (англ. «The Principles and Practice of Architecture»). Ця праця привернула до архітектора увагу бізнес-спільноти.
До кінця життя Дженні займався висотним будівництвом та пов'язаними з цим архітектурними проблемами, які на момент початку його діяльності здавалися сучасникам абсолютно нерозв'язними. Винятком став лише 1876 рік, протягом якого Дженні перебував у «творчій відпустці» та займався викладанням в Університеті Мічигана. Мав учнів, зокрема в Чикаго. Найвідомішими з них згодом стали архітектори Вільям Голаберд, Мартін Роуч, Деніел Хадсон Бернхем та Луїс Салліван.

## Ідея побудови хмарочоса
Дженні вперше з'єднав воєдино всі чотири обов'язкових елементи сучасного хмарочоса:
- високу поверховість
- сталевий «кістяк»
- матеріали, що перешкоджають поширенню пожеж
- використання ліфтів замість сходів

## Висотні об'єкти
- 1869 L.Y. Schermerhorn Residence, 124 Scottswood Road, Ріверсайд
- 1869 Col James H. Bowen House, Гайд парк, Чикаго
- 1878—1879 First Leiter Building (простояв 102 роки до 1981 року)
- 1883 Home Insurance Building (стояв до 1931 року).
- 1890—1891 Ludington Building. Вперше використана суцільно сталевий каркас (раніше Дженні поєднував сталь та залізо)
- 1891 Manhattan Building, Чикаго
- 1893 19 South LaSalle Street, даунтаун, Чикаго
- 1893 Horticultural Building, Чикаго (споруджено до Всесвітньої виставки (1893))
- 1894 New York Life Insurance Building, Чикаго
- Частина Вест парку Чиказької бульварної системи.